# 町野碩夫
町野 碩夫（まちの せきお、1899年10月15日 - 1971年2月6日）は、日本の産婦人科学者、鹿児島大学長。

## 経歴
山口県下関市豊田町大河内百合野出身。三豊小学校、旧制豊浦中学校、山口高等学校を経て九州帝国大学医学部卒業。1934年九州大学医学博士。論文の題は「子宮筋腫に対する硬レ線作用の臨床的並に組織化学的研究」 九州帝国大学助教授、鹿児島県立病院産婦人科部長を経て、1943年鹿児島医専教授。県立鹿児島医科大学創立と同大の国立移管につくした。1951年－55年県立鹿児島医科大学学長・医学部長。1968年－1969年鹿児島大学長。正心女子短期大学学長も務めた。